# Paolo Cirio
Paolo Cirio (1979) è un artista e hacker italiano.
Il suo lavoro, che spazia dall’arte concettuale alla critica della cultura, incarna l'etica hacker, in particolare l'open access, le politiche sulla privacy e la critica dei modelli economici, legali e politici. L’artista ha ricevuto una serie di minacce legali per le sue performance artistiche su Internet, quali hacking, pirateria, fuga di informazioni sensibili, furto di identità e attacchi informatici.
Paolo Cirio è noto per le seguenti azioni: GWEI con cui nel 2005 ha frodato Google; Amazon Noir e Daily Paywall con cui ha rubato, rispettivamente, e-book da Amazon.com nel 2006 e 60.000 articoli contenenti notizie finanziare nel 2014; Face to Facebook con cui nel 2011 ha hackerato Facebook pubblicando 1 milione di utenti su un sito di incontri; Loophole for All con cui ha smascherato oltre 200.000 società offshore delle Isole Cayman nel 2013; Obscurity con cui ha oscurato 15 milioni di casellari giudiziari statunitensi nel 2016. Nel 2018 ha rivelato oltre 20.000 brevetti tecnologici che consentono la manipolazione sociale. Recentemente, nel 2020, ha piratato oltre 100.000 documenti d’asta di Sotheby’s in Derivatives e ha tentato di profilare 4000 agenti di polizia francesi con riconoscimento facciale in Capture. I suoi primi lavori includono gli attacchi informatici contro la NATO e i resoconti sulle sue operazioni militari dal 2001.

## Carriera
Paolo Cirio ha vinto numerosi premi, tra cui il primo premio Golden Nica ad Ars Electronica nel 2014; la Eyebeam Fellowship nel 2012; e il secondo premio Transmediale 2008.
Cirio ha esposto in musei e istituzioni internazionali; tiene regolarmente conferenze pubbliche e workshop presso le principali università e le sue opere sono state presentate da centinaia di media in tutto il mondo.

## 2001-2004
Nel 2002, la prima azione internazionale di Cirio fu denominata Anti-NATO Day. Come atto di hacktivismo ha organizzato un sit-in virtuale (attacco DDoS) nel sito web della NATO attraverso uno script Flash Player. Il Dipartimento canadese della Difesa Nazionale ha indagato sull'azione e l'Eisenhower Institute l'ha utilizzata come caso di studio per identificare future vulnerabilità nella sicurezza spaziale. Cirio ha promosso l'azione attraverso un portale web antimilitarista chiamato StopTheNato.org, lanciato nel 2001 e aggiornato periodicamente fino al 2006.
Nel 2004 Cirio entra a far parte del network Illegal Art Show, che organizza eventi di street art in Italia legati alla filosofia ZAD, durante i quali sono stati occupati spazi pubblici e sono stati invitati artisti a creare e mostrare opere d'arte. Cirio ha creato diverse opere street art e ha organizzato tre eventi di questo tipo in modo indipendente: due a Torino nel 2004 e un terzo a Londra nel 2005.

## 2005-2007
Nel 2005 Cirio ha hackerato il servizio AdSense di Google creando bot su Internet per una click fraud al fine di acquistare azioni di Google. Nel tentativo di fermare il progetto, Google ha inviato agli artisti una lettera di cessazione e desistenza menzionando le conseguenze legali per il progetto. Cirio ha lavorato al progetto Google Will Eat Itself (GWEI) insieme ad Alessandro Ludovico e Ubermorgen. Il progetto metteva in discussione il monopolio dell'informazione di Google e il suo modello di entrate.
Nel 2006 ha eluso le protezioni di Amazon.com con dei bot internet che sfruttavano una vulnerabilità del servizio "search inside". Ha raschiato via i testi completi dei libri, li ha riassemblati in file PDF e li ha ridistribuiti gratuitamente. La società ha rifiutato di commentare l'azione. In collaborazione con Alessandro Ludovico e Ubermorgen, Cirio ha creato il progetto Amazon Noir per criticare l'abuso delle leggi sul diritto d'autore per i contenuti digitali sottratti indebitamente da società private.
Face to Facebook, Amazon Noir e Google Will Eat Itself formano insieme la trilogia Hackerare il Monopolismo.

## 2008-2010
Tra il 2008 e il 2010, Cirio ha lavorato sullo storytelling sperimentale, coinvolgendo attori e pubblico per presentare fatti e problemi reali attraverso storie di fantasia su più piattaforme multimediali. Chiamò questa tecnica di narrativa documentaria "Fiction ricombinante" ("Recombinant Fiction", in inglese). Questo genere di narrazione transmediale socialmente impegnato ha dato vita a due progetti: Drowning NYC (2010) e The Big Plot (2009).
Nel 2010, in reazione alla crisi finanziaria di fine anni 2000, Cirio ha creato la pièce P2P Gift Credit Card - Gift Finance con cui ha emesso migliaia di carte di credito VISA illecite per progettare una politica monetaria creativa, denominata "Gift Finance", che è un sistema di garanzia del reddito di base partecipativo e senza interessi. Negli anni successivi presenta progetti legati alla recessione economica e alle connesse proteste di Occupy Wall Street.

## 2011-2012
Dal 2011, Cirio affronta il cambiamento culturale e l’attenzione massmediatica nei confronti della percezione comune della privacy e della proprietà delle informazioni pubbliche e personali, con i progetti Street Ghosts, Persecuting US e Face to Facebook. La metodologia utilizzata per creare queste opere d'arte è stata formalizzata in una serie chiamata Anti-Social Sculptures.
Nel 2011 Cirio ha creato Face to Facebook con Alessandro Ludovico. Per questo lavoro, Cirio ha raccolto un milione di profili Facebook, li ha filtrati con l'intelligenza artificiale per il riconoscimento facciale e ne ha pubblicati 250.000 su Lovely-Faces.com, un finto sito di incontri progettato da Cirio, con i profili ordinati in base alle espressioni facciali. Ciò ha comportato undici minacce di querela, cinque minacce di morte e quattro lettere legali da parte di Facebook. Le conseguenze legali sono state integrate nell'opera d'arte come parte integrante di un progetto creativo ampliato. Nel giro di pochi giorni, il progetto è stato seguito da oltre un migliaio di media in tutto il mondo, tra cui CNN, Fox News, Tagesschau e Apple Daily.
Con il progetto Street Ghosts del 2012, Cirio ha ricontestualizzato le foto di individui trovate su Google Street View, stampando e postando immagini a grandezza naturale di persone nei luoghi esatti in cui erano state fotografate. I manifesti venivano incollati sui muri degli edifici pubblici senza autorizzazione. Questi interventi hanno avuto luogo negli spazi pubblici di diverse grandi città, tra cui Londra, Berlino e New York.
Nel 2012, con il suo progetto web Persecuting US ha profilato le affiliazioni politiche di oltre un milione di americani che hanno utilizzato Twitter durante i mesi precedenti le elezioni presidenziali statunitensi del 2012. Cirio si è appropriato dei dati e ha determinato algoritmicamente le affiliazioni politiche degli utenti per aumentare la consapevolezza sulla profilazione degli elettori e sulla polarizzazione nelle bolle sociali che possono essere prese di mira per la manipolazione politica.

## 2013-2014
Nel 2013 l’artista ha studiato i sistemi finanziari offshore con il progetto Loophole for All. Il progetto ha reso pubblico per la prima volta l'elenco di tutte le società registrate nelle Isole Cayman, denunciando pratiche di evasione fiscale mediante la contraffazione di documenti di costituzione firmati con il suo nome. Questa informazione è stata pubblicata sul sito Loophole4All.com, suscitando la partecipazione internazionale con la vendita delle vere identità di società anonime delle Isole Cayman per 99 centesimi. Questa provocazione ha provocato reazioni da parte delle autorità delle Isole Cayman e delle banche globali, nonché minacce legali da parte di società multinazionali, studi legali internazionali e imprese locali delle Isole Cayman. Dopo tre settimane di vendita di opere d'arte concettuali e sovversive sotto forma di edizioni limitate di identità aziendali, PayPal ha sospeso il conto, sostenendo che l'attività di vendita violava la politica di utilizzo accettabile di PayPal. Il progetto ha offerto un approccio creativo per democratizzare e far conoscere i privilegi finanziari concessi agli individui ricchi e alle multinazionali. Nel 2014 il progetto ha vinto il Golden Nica, primo premio del Prix Ars Electronica.
Nel 2014 Cirio ha dato vita al progetto Global Direct, un’opera di filosofia politica che punta a creare una democrazia partecipativa mondiale grazie alle potenzialità offerte da Internet. Per illustrare il lavoro concettuale, l'artista ha disegnato una serie di quindici organigrammi al fine di ispirare valori e funzioni per una società globale e partecipativa. I quindici diagrammi di Global Direct sono stati informati dalla ricerca dell'artista nella scienza sociale della democrazia antica e contemporanea.
Nel 2014 Cirio ha creato Daily Paywall hackerando il paywall di The Wall Street Journal, Financial Times e The Economist. Attraverso i suoi abbonamenti a pagamento e l'hackeraggio del linguaggio di scripting, ha ottenuto oltre 60.000 articoli pubblicati nel corso del 2014. Il contenuto pay-per-view è stato ripubblicato gratuitamente sul sito DailyPaywall.com e l'artista ha proposto di pagare le persone per leggere notizie finanziarie in primo piano. Cirio ha concepito un modello provocatorio di sharing economy, in cui è stato messo in atto il crowdsourcing per incentivare e consentire alle persone di accedere alle informazioni su questioni economiche. Utilizzando questo sistema, i lettori potevano guadagnare denaro per ogni quiz sulle notizie in primo piano che completavano correttamente e i giornalisti potevano richiedere un compenso per il loro lavoro. Tutti potevano donare qualsiasi importo per finanziare il sistema in crowdfunding. Passati alcuni giorni, l'ISP che ospitava DailyPaywall.com] ha disabilitato il sito dopo aver ricevuto denunce di violazione internazionale del copyright da parte di Pearson PLC, la società specializzata in formazione ed editoria e proprietaria del Financial Times e dell'Economist. Inoltre, il Wall Street Journal ha proceduto a revocare l'abbonamento dell'artista a causa di una violazione dei Termini di servizio. Nel 2016 Pearson ha venduto sia The Economist che Financial Times e Cirio ha ripubblicato l'intero contenuto di DailyPaywall.com. L'intero atto artistico è stato concepito come una performance per illustrare le criticità dell'economia dell'informazione che Cirio ha delineato in occasione del lancio del progetto.

## 2015-2016
Durante la primavera del 2015, Cirio ha condotto la campagna di street art OVEREXPOSED riguardante le conseguenze delle rivelazioni sulla sorveglianza globale di Edward Snowden. Ha diffuso sui muri foto non autorizzate di alti funzionari dell'intelligence americana della NSA, della CIA e dell’FBI, responsabili di misure politiche o di sostegno a programmi di sorveglianza di massa e di spionaggio. Le foto, per lo più selfie provenienti da account Facebook e Twitter di civili, sono state renderizzate con una particolare tecnica chiamata High Definition Stencils inventata dall'artista per la campagna di street art che si è svolta a New York, Londra, Berlino e Parigi tra aprile e maggio 2015. L'intervento ha suscitato l’interesse dei media e del pubblico a livello internazionale, in particolare in Germania in relazione alla commissione parlamentare tedesca che indaga sullo scandalo dello spionaggio della NSA.
Nel 2016, Cirio ha creato il progetto Obscurity in cui ha oscurato oltre 10 milioni di foto segnaletiche online e i precedenti penali delle vittime dell'incarcerazione di massa negli Stati Uniti. Il progetto si rivolgeva al settore non regolamentato dell’editoria di foto segnaletiche che le società Internet anonime sfruttano per svergognare e ricattare le persone che sono state arrestate negli Stati Uniti indipendentemente dalle loro accuse e dai verdetti processuali. Cirio ha preso di mira sei siti web di foto segnaletiche e ha offuscato milioni di foto segnaletiche e nomi. In risposta ha ricevuto sostegno dalle vittime dell'estorsione di foto segnaletiche ed è stato oggetto di minacce legali da parte di Mugshots.com, una società anonima di Nevis, e US Data ltd., una società texana proprietaria di alcuni siti web di foto segnaletiche. Con Obscurity, Cirio ha messo in dubbio la legge sul diritto all'oblio, alla quale si sono opposte le principali società di motori di ricerca negli Stati Uniti. Infine, per sottolineare la responsabilità dei motori di ricerca nell'esporre informazioni personali sensibili, Cirio ha progettato la campagna Right2Remove.us per introdurre una politica sulla privacy che adatti la legge sul diritto all'oblio agli Stati Uniti. Con la politica sul diritto alla rimozione, Cirio ha suggerito tipologie di dati personali sensibili che dovrebbero essere rimossi dai risultati di ricerca online per proteggere specifiche categorie di individui vulnerabili. La campagna ha formato una comunità di attivisti per la rimozione dei precedenti penali online e una forma di diritto all'oblio negli Stati Uniti.

## 2017-2018
Nel corso del 2017, Cirio ha curato le mostre Evidentiary Realism nelle gallerie d'arte di New York e Berlino con artisti impegnati nell'arte investigativa, forense e documentaristica. Ha sviluppato una particolare forma di realismo artista che ritrae e rivela prove attraverso l'indagine e il lavoro basato sulla ricerca. Le mostre includevano artisti storici come Hans Haacke, Mark Lombardi, Jenny Holzer e Harun Farocki. Una raccolta di saggi sulle opere presentate è stata pubblicata nel libro Evidentiary Realism.
Nel 2018 Cirio ha pubblicato il progetto Sociality con oltre 20.000 brevetti di algoritmi, dispositivi e interfacce di social media, pubblicità online e altre tecnologie Internet, raccolti da Google Patents. Ha poi valutato i brevetti individuando quelli potenzialmente più dannosi dal punto di vista sociale. Una selezione di brevetti ordinati per categorie quali discriminazione, polarization, dipendenza, inganno, controllo, censura e sorveglianza è stata pubblicata su The Coloring Book of Technology for Social Manipulation. Sul sito web del progetto, i visitatori sono invitati a condividere, contrassegnare e vietare questi brevetti in relazione alla regolamentazione della tecnologia informatica per il monitoraggio e la manipolazione dei comportamenti sociali. Inoltre, come forma di protesta, Cirio ha pubblicato titoli e immagini di brevetti stampati nelle principali università americane come Harvard, MIT, Stanford, Berkley e Columbia. Questo progetto ha risposto agli scandali di Cambridge Analytica e di YouTube scoppiati nel 2018 e documenta in generale la storia di Internet con l’avvento della pubblicità mirata, della sorveglianza aziendale e del flusso di informazioni filtrate dall’intelligenza artificiale.

## 2019-2020
Durante l'autunno del 2019, Cirio ha presentato tre nuovi progetti legati al suo concetto di Internet Photography concentrandosi sugli aspetti economici e legali delle immagini che circolano online. Piuttosto che affrontare la privacy, con questi progetti Cirio ha guardato alle relazioni tra valore culturale ed economico delle foto online. In particolare con l'opera Attention, Cirio si è occupato delle sottili forme pubblicitarie degli influencer di Instagram . Cirio ha raccolto centinaia di foto di influencer online che promuovevano prodotti controversi senza disclaimer e, in collaborazione con l'Università di Maastricht, ha studiato le implicazioni legali della moderazione e della regolamentazione di una pubblicità così subdola.
Nella primavera del 2019 con il suo lavoro Foundations ha proposto un'estetica della complessità sociale contemporanea e l'uso dei diagrammi di flusso come mezzo artistico per vedere e interagire con tale estetica. Ha pubblicato una monografia delle sue opere utilizzando diagrammi di flusso per lavorare con i sistemi di informazione socioeconomica e un libro di testo separato  per il progetto Foundations in cui ha curato una selezione di opere d'arte, mostre e pubblicazioni dalla storia dell'arte concettuale per identificare l’ontologia di un'estetica della complessità sociale.
Nel giugno 2020 Cirio ha lanciato online il progetto Derivati, con un database di oltre 100.000 record d’asta di Sotheby’s assemblato in diversi anni. Cirio ha sovrapposto i prezzi d'asta alle opere per venderle come opere d'arte digitali sul sito Art-Derivatives.com per una frazione del valore fissato alle aste. Cirio ha progettato un contratto derivato finanziario "future" per la vendita delle sue opere derivate. Scommettendo sui prezzi futuri delle opere derivate, con il concetto di Cirio tutti possono partecipare ironicamente alla finanziarizzazione dell'arte. Inoltre, il progetto si batte per garantire maggiore trasparenza ed equità nel mercato dell’arte. Per indurre una regolamentazione, Cirio ha indagato sulla segretezza e sulla manipolazione delle aste d'arte con ricerche approfondite. Questo progetto è stato segnalato dai media internazionali come un lavoro controverso e investigativo.
Nell'ottobre 2020 Cirio ha realizzato il progetto Capture con 4000 volti di agenti di polizia francesi assemblati mediante un sistema di riconoscimento facciale. Inoltre, Cirio mirava a effettuare un crowdsourcing per l'identificazione degli agenti sulla sua piattaforma Capture-Police.com. In risposta, il ministro degli Interni Gérald Darmanin e i sindacati di polizia hanno costretto a rimuovere il progetto sia online che durante la mostra presso l'istituzione artistica franceseLe Fresnoy. Questo caso di censura del lavoro di Cirio è stato ampiamente riportato a livello internazionale. Questa provocazione è stata ideata da Cirio per promuovere la sua campagna #BanFacialRecognitionEU. Nel 2021, Cirio ha concluso la campagna per vietare la tecnologia di riconoscimento facciale in Europa consegnando la sua ricerca legale e la sua denuncia alla Commissione europea e al GEPD con oltre 50.000 firme a sostegno della sua petizione.

## 2021-2023
Il 9 ottobre 2021 Cirio ha istituito il primo tribunale internazionale per i crimini climatici attraverso una mostra personale al museo storico della Certosa di San Giacomo a Capri. Il suo concetto di Tribunale sul clima combina un corpus di lavori sulla giustizia climatica da un punto di vista legale ed economico. Cirio ha raccolto dati, grafici e immagini come prova per ritenere le principali compagnie petrolifere, del gas e del carbone responsabili delle loro emissioni di gas serra. Le testimonianze storiche scientifiche, giuridiche ed economiche sono presentate da Cirio attraverso opere d'arte, piattaforme online, eventi pubblici e interviste ad esperti.
Il Tribunale sul clima di Cirio integra la scienza che indaga sulle cause dei cambiamenti climatici con il concetto giuridico di personalità ambientale e la teoria giurisprudenziale dei diritti della natura, informata dalle controversie sui cambiamenti climatici, dalle leggi sull'ecocidio e dai trattati globali sul clima. Al centro del concetto di Cirio c'è lo storico studio Carbon Majors Database del Climate Accountability Institute, il primo a stabilire responsabilità precise per ciascuna azienda internazionale di combustibili fossili, e a dedurre che i maggiori 100 produttori di petrolio, gas e carbone hanno generato oltre il 70% delle emissioni di gas serra.
Per la Dutch Design Week 2021, Cirio ha lanciato il progetto Extinction Claims che affronta il problema dell’estinzione di massa in corso. Su Extinction-Claims.com  Cirio ha aggregato dati su 40.000 specie vulnerabili e il pubblico può richiedere un risarcimento finanziario alle principali società di combustibili fossili per conto delle specie a rischio di estinzione attraverso un algoritmo creato da Cirio per calcolare i finanziamenti per la conservazione delle specie a rischio di estinzione i cui habitat sono minacciati dai cambiamenti climatici. Extinction Claims faceva parte di una più ampia campagna per l’introduzione di una Carbon Tax dedicata alla preservazione degli ecosistemi vulnerabili ai cambiamenti climatici. Il progetto è stato premiato e presentato alla Fondazione Merz nel 2022.
Tra il 2022 e il 2023, Cirio ha ricevuto tre sovvenzioni per sviluppare il quadro concettuale del Tribunale sul clima, dall’Università di Strasburgo, dalla Tandon School of Engineering della New York University e dall’Università di Amburgo. Attraverso queste commissioni, Cirio ha creato piattaforme per visualizzare e coinvolgere gli utenti online utilizzando il Carbon Majors Database.
Nel gennaio 2023, Cirio ha lanciato la Climate Class Action, una campagna per organizzare azioni legali che consentirebbero ai cittadini di richiedere un risarcimento alle principali società di combustibili fossili. Cirio ha creato la piattaforma ClimateClassAction.com , dove i cittadini possono calcolare il risarcimento monetario per i danni personali causati dai cambiamenti climatici.

## Premi
I premi selezionati includono:
- Prix Ars Electronica 2005, Menzione Onoraria categoria Net Vision, per GWEI
- Ibizagrafica 2006, Menzione d'Onore, per Amazon Noir
- Premio St. Gilgen International School Media, 2006, per Amazon Noir
- PREMIO IBM PER I NUOVI MEDIA/Stuttgarter Filmwinter, 2007, per Amazon Noir
- Premio Transmediale 2008, Secondo Premio, per Amazon Noir
- Premio Cairo 2009, nomination, per le strutture della società aperta
- Prix Ars Electronica 2011, Premio di Distinzione, per Face to Facebook
- Share Festival Prize 2011, Primo Premio, per Face to Facebook
- Eyebeam 2012, Borsa di studio a New York City[43]
- Prix Ars Electronica 2014, Golden Nica, per Loophole for All